# Parakorvidi
Parakorvidi je parafyletická skupina několika infrařádů pěvců, které se oddělily od hlavní vývojové linie před jejím rozštěpením na infrařády Corvida a Passerida.

## Fylogeneze a taxonomie

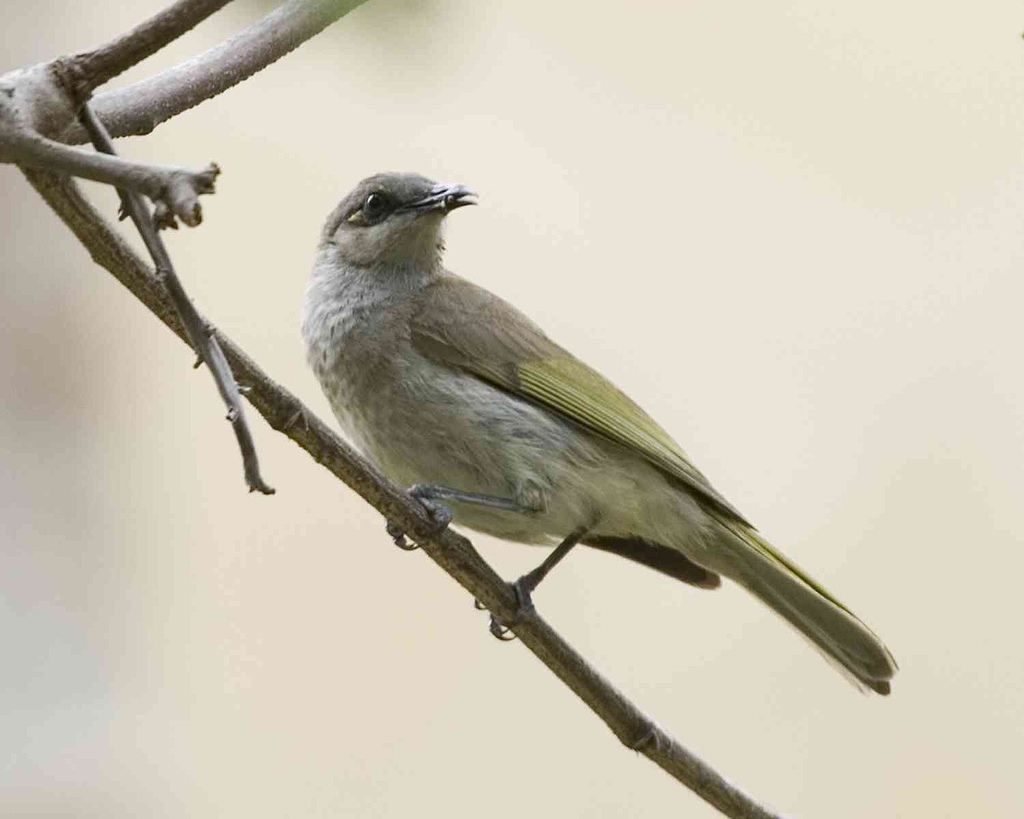
Medosavka indonéská (Lichmera limbata), jediný druh parakorvidů, který se rozšířil mimo australskou oblast.

Infrařády ptáků, řazené mezi parakorvidy, byly původně součástí hlavního infrařádu Corvida, který však byl v této podobě parafyletický. Proto byly všechny bazální skupiny z tohoto podřádu vyjmuty. Jedná se o skupiny, které se během vývoje pěvců postupně samostatně odštěpovaly předtím, než došlo k rozdvojení hlavní vývojové linie na podřády Corvida a Passerida.
Je zcela evidentní, že k prvotní radiaci zpěvných ptáků došlo v australské oblasti. Všechny druhy infrařádů Menurida, Climacterida, Pomatostomida a tři z pěti čeledí infrařádu Meliphagida žijí dodnes jen v této oblasti. I ze zbývajících čeledí vždy jen jeden druh překročil svým rozšířením Wallaceovu linii - střízlíkovec sírožlutý (Gerygone sulphurea) z čeledi střízlíkovcovití (Acanthizidae) a pouze okrajově medosavka indonéská (Lichmera limbata) z čeledi kystráčkovití (Meliphagidae).
Podle současné studie právě vznik řady ostrovů v oblasti Nové Guineje na přelomu eocénu a oligocénu umožnil rozšíření a následnou radiaci vznikajících pěvců skupiny Corvida do Asie a následně na další kontinenty!

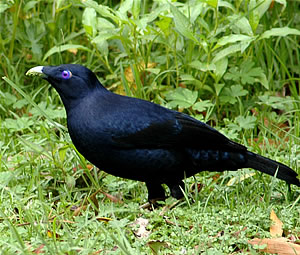
Lemčík hedvábný (Ptilonorhynchus violaceus), samec

- parakorvidi
  - Menurida
    - lyrochvostovití (Menuridae)
    - křováčkovití (Atrichornithidae)

  - Climacterida
    - lezčíkovití (Climacteriidae)
    - lemčíkovití (Ptilonorhynchidae)

  - Meliphagida
    - modropláštníkovití (Maluridae)
    - Dasyornithidae
    - střízlíkovcovití (Acanthizidae)
    - kystráčkovití (Meliphagidae)

  - Orthonychida
    - kosíkovití (Orthonychidae)

  - Pomatostomida
    - timáliovcovití (Pomatostomidae)